# Backsteinbauwerke der Gotik/Verteilung in den Départements Nord und Pas-de-Calais

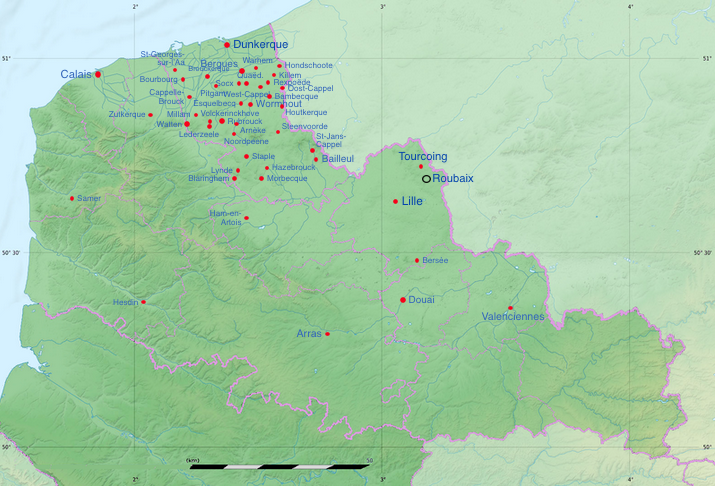
Screenshot der interaktiven Karte,
natürlich mit Ortsnamen

Dies ist eine der beiden Verteilungskarten zu der Liste der Backsteinbauwerke der Gotik in Frankreich:
- Backsteinbauwerke der Gotik/Verteilung in Frankreich
- Backsteinbauwerke der Gotik/Verteilung in den Départements Nord und Pas-de-Calais (für den Listenteil Hauts-de-France mit Französisch-Flandern)
- Backsteinbauwerke der Gotik/Verteilung in Südfrankreich

Der äußerste Norden Frankreichs mit den Départements Nord und Pas-de-Calais und, hat Anteil an der nördlichen Backsteingotik, die sich von hier bis ins Baltikum und nach Galizien erstreckt. Im stärker an zentralen Regionen Frankreichs orientierten Département Somme gibt es Flamboyentgotik mit Backstein.
Diese Karte illustriert .
| Arnèke |

| Bambecque |

| Bergues |

| Bersée |

| Blaringhem |

| Bourbourg |

| Brouckerque |

| Cappelle-Brouck |

| Douai |

| Dunkerque |

| Esquelbecq |

| Hazebrouck |

| Hondschoote |

| Houtkerque |

| Killem |

| Lederzeele |

| Lille |

| Lynde |

| Millam |

| Morbecque |

| Noordpeene |

| Oost-Cappel |

| Pitgam |

| Quaëd. |

| Rexpoëde |

| Rubrouck |

| St-Georges-sur-l’Aa |

| St-Jans-Cappel |

| Samer |

| Socx |

| Staple |

| Steenvoorde |

| Tourcoing |

| Valenciennes |

| Volckerinckhove |

| Warhem |

| Watten |

| West-Cappel |

| Wormhout |

| Arras |

| Calais |

| Ham-en-Artois |

| Hesdin |

| Zutkerque |

| Roubaix |